# 룽사구

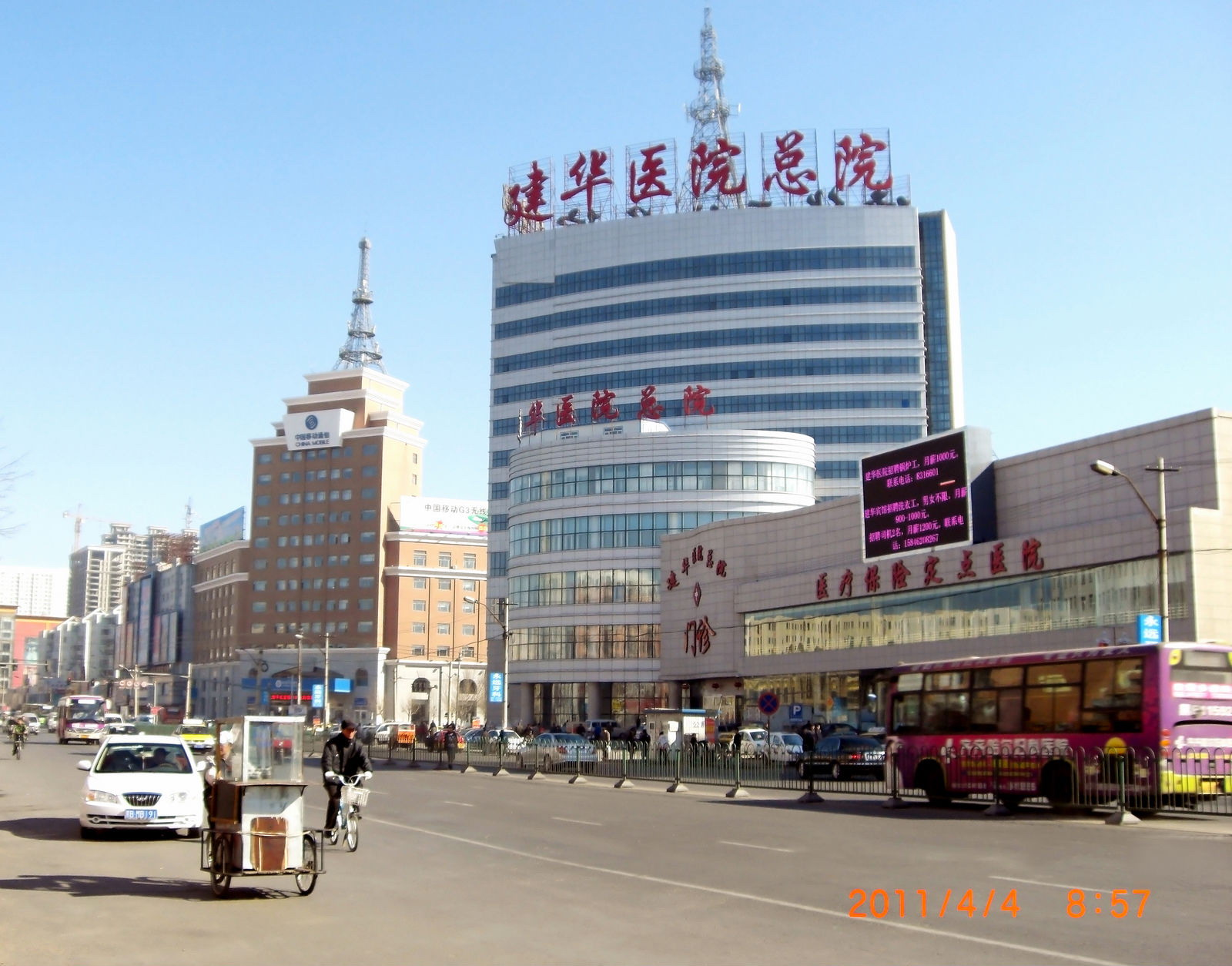

룽사구(한국어: 용사구, 중국어: 龙沙区, 병음: Lóngshā Qū)는 중화인민공화국 헤이룽장성 치치하얼 시의 행정구역이다. 넓이는 283km2이고, 인구는 2007년 기준으로 300,000명이다.

## 행정 구역
6개 가도를 관할한다.
- 가도: 五龙街道, 湖滨街道, 江安街道, 正阳街道, 彩虹街道, 南航街道.